# 東鷲宮車站
東鷲宮車站（日语：／ Higashi-washinomiya eki */?）是一由東日本旅客鐵道（JR東日本）所經營的鐵路車站，位於日本埼玉縣久喜市西大輪下出，是JR東日本宇都宮線沿線的車站（但在正式路線規劃上，其實是東北本線的一站），也有屬於湘南新宿線系統的列車通過。雖然在日文中，車站所在地「鷲宮」在行政上的名稱是（Washimiya），但車站名的唸法卻是有些不同的（Washinomiya），相同的唸法差異還可以在東武伊勢崎線上的鷲宮車站上看到）。

## 車站構造

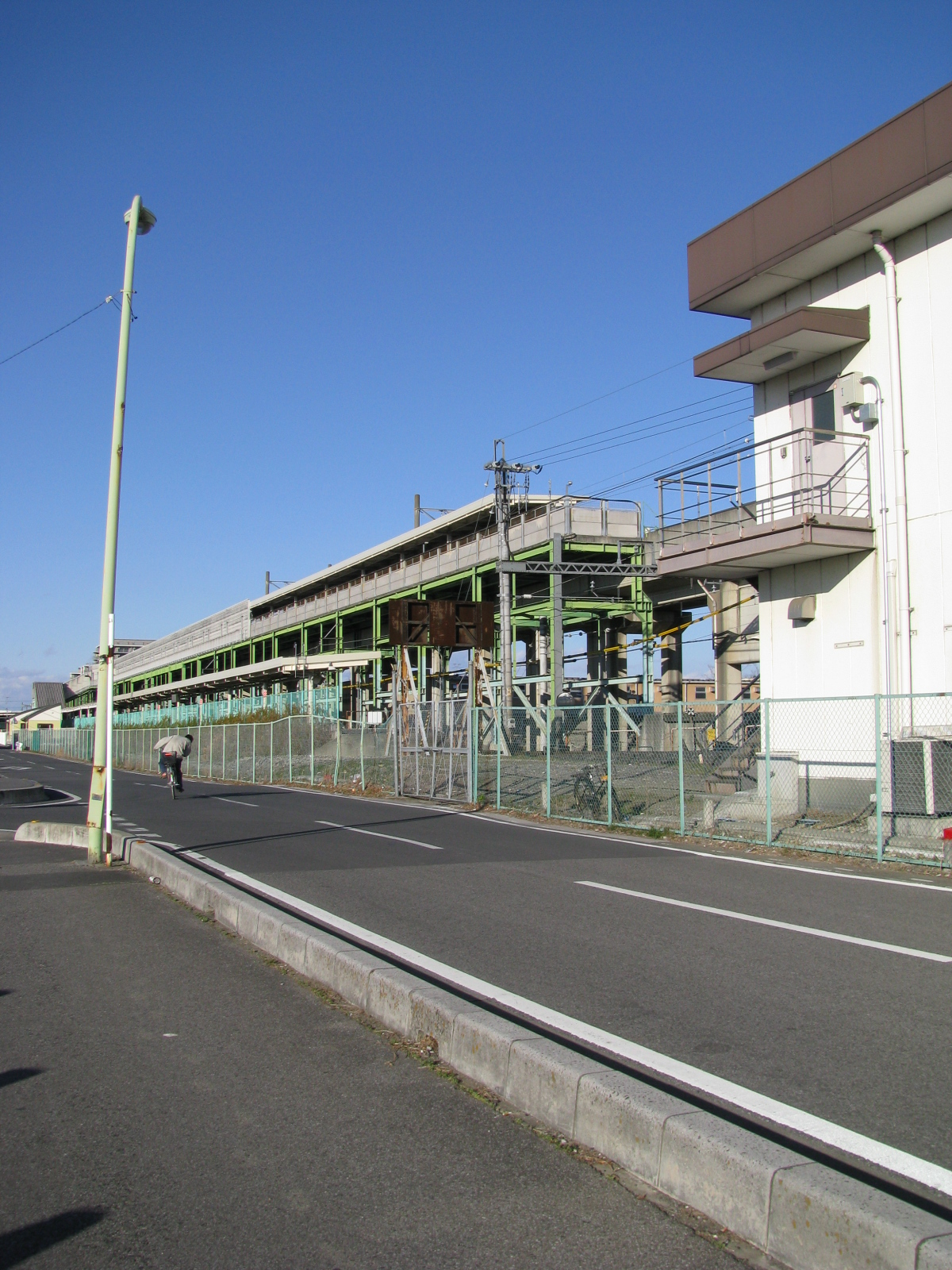
東鷲宮車站的兩個月台，其設計與一般車站不同

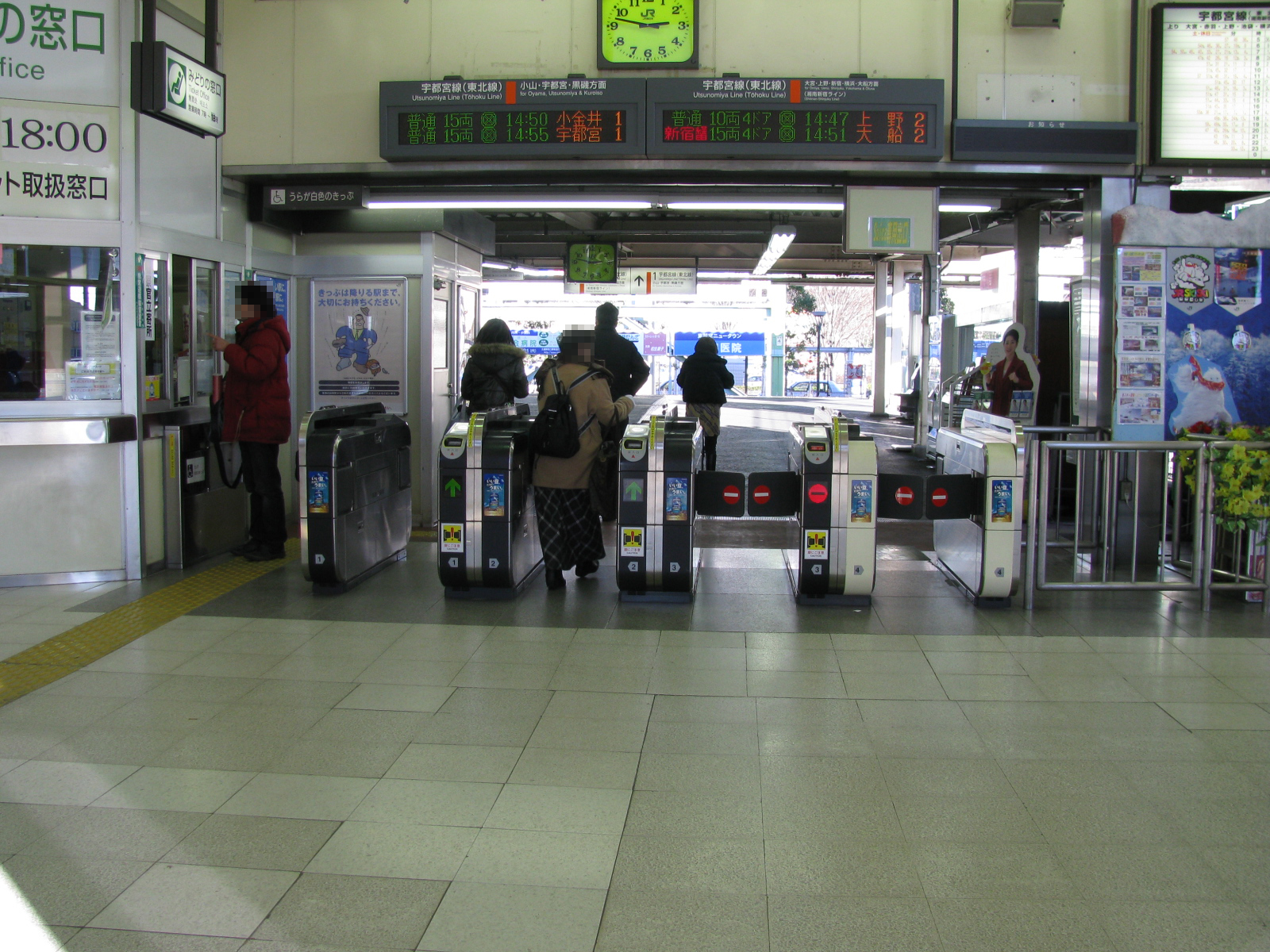
車站的剪票口

東鷲宮車站與一般的客運車站不同，它在1981年首度啟用時，原本是一個專用的貨運車站及東北新幹線和東北本線的路軌維修基地。在當地居民爭取之後，才在設站隔年（1982年）開始客運業務。由於貨物站的出口需要和下行本線連接，因此需要把上行本線高架化，令東鷲宮車站擁有一個高架月台和一個地面月台的特別月台配置方式。
雖然貨運服務在5年之後的1986年時被廢除，但由於將高架路段移回平地需要龐大的工程費用，故當時JR東日本放棄這個計畫，只把貨運車站用地全部售出。而東鷲宮車站的獨特月台配置就被保留至今。

### 月台配置
採側式月台2面2線配置，1號月台位於地面，2號月台則是高架月台。
| 月台 | 路線                  | 方向 | 目的地                                                            |
| ---- | --------------------- | ---- | ----------------------------------------------------------------- |
| 1    | ■宇都宮線（東北本線） | 下行 | 小山、宇都宮、黑磯方向                                            |
| 2    | ■宇都宮線（東北本線） | 上行 | 大宮、東京、新宿、橫濱、大船方向 （包括■湘南新宿線、■上野東京線） |

（來源：JR東日本:車站構內圖 （页面存档备份，存于））

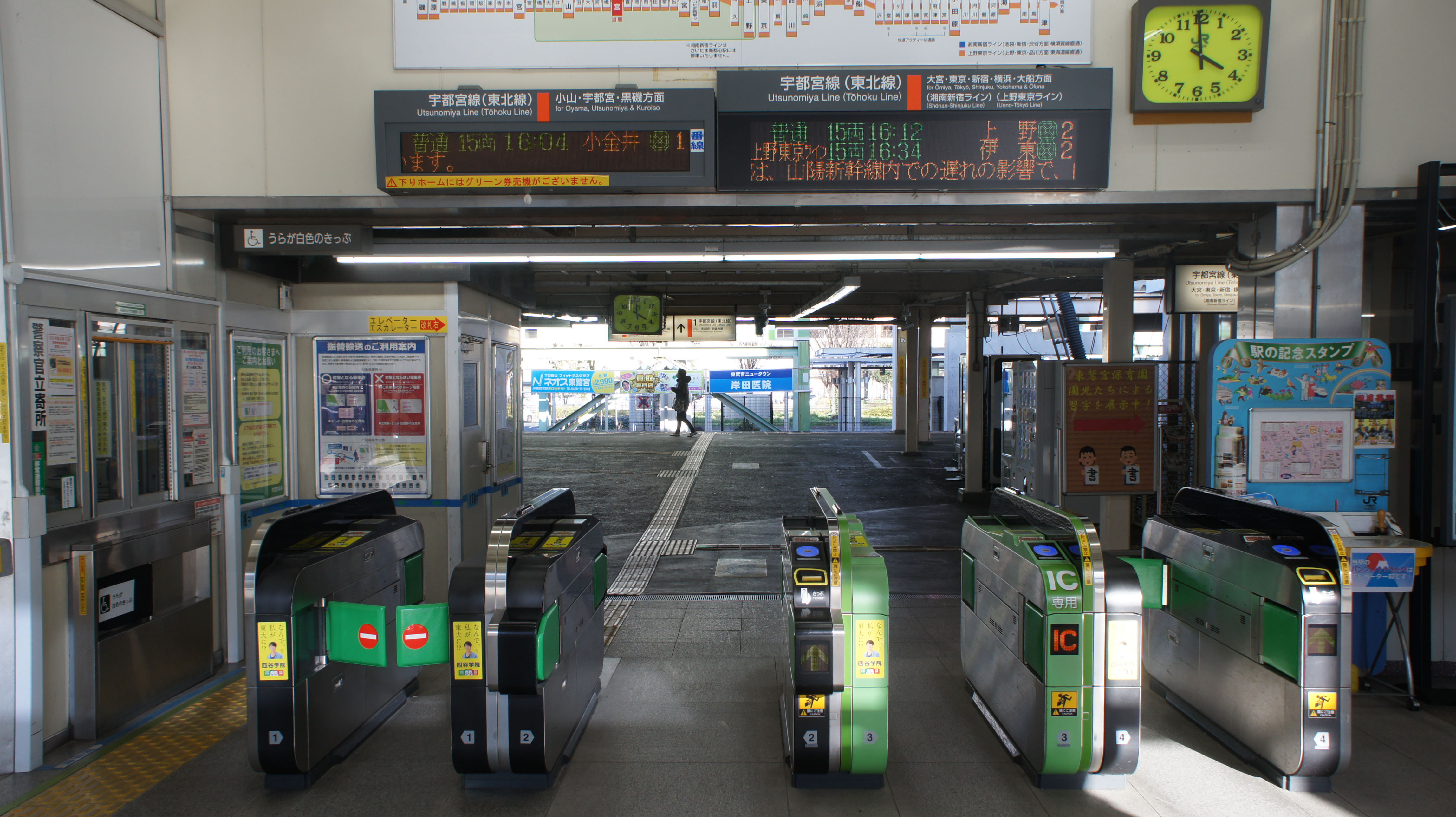
閘口（2019年3月）
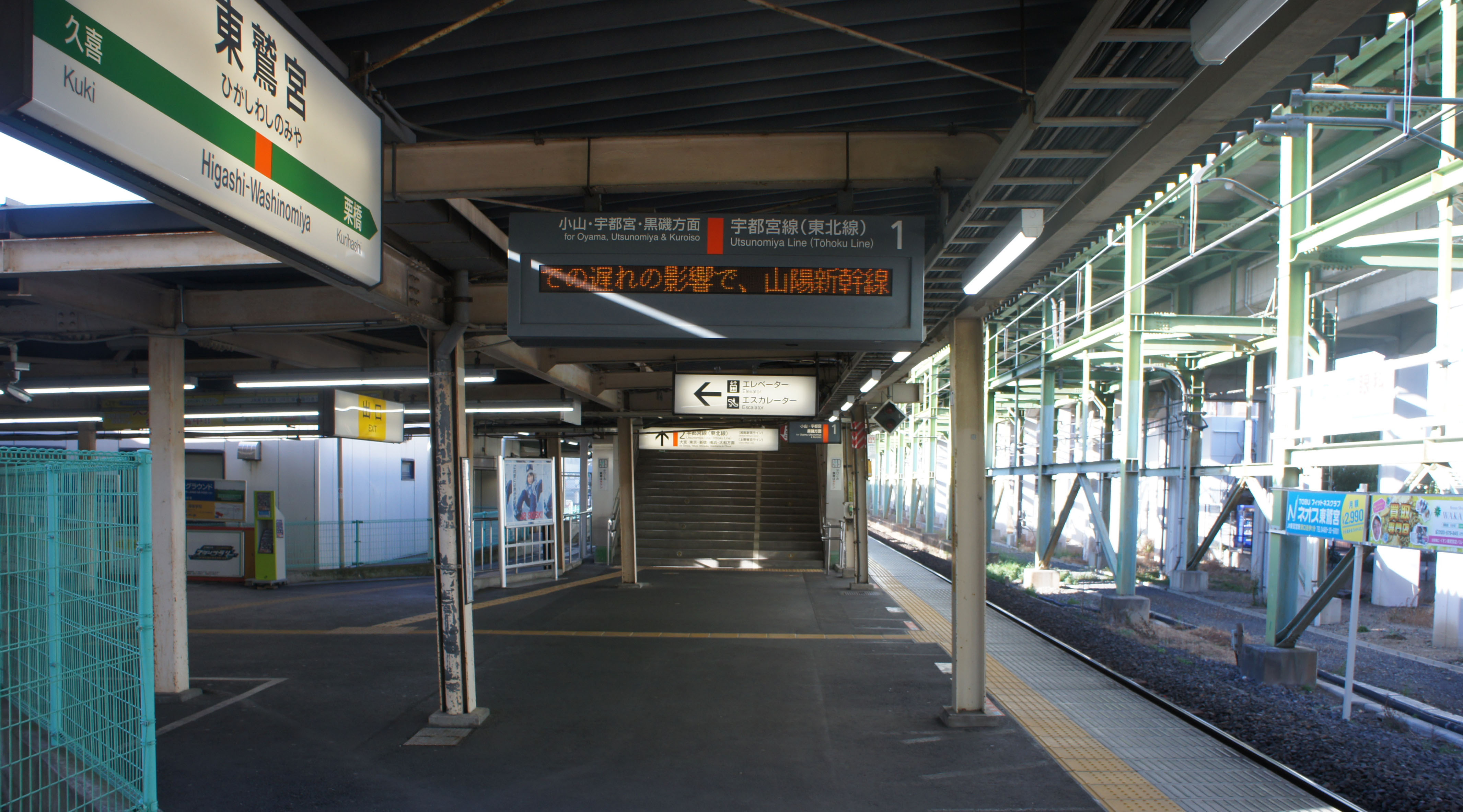
地面月台（1號月台） （2019年3月）
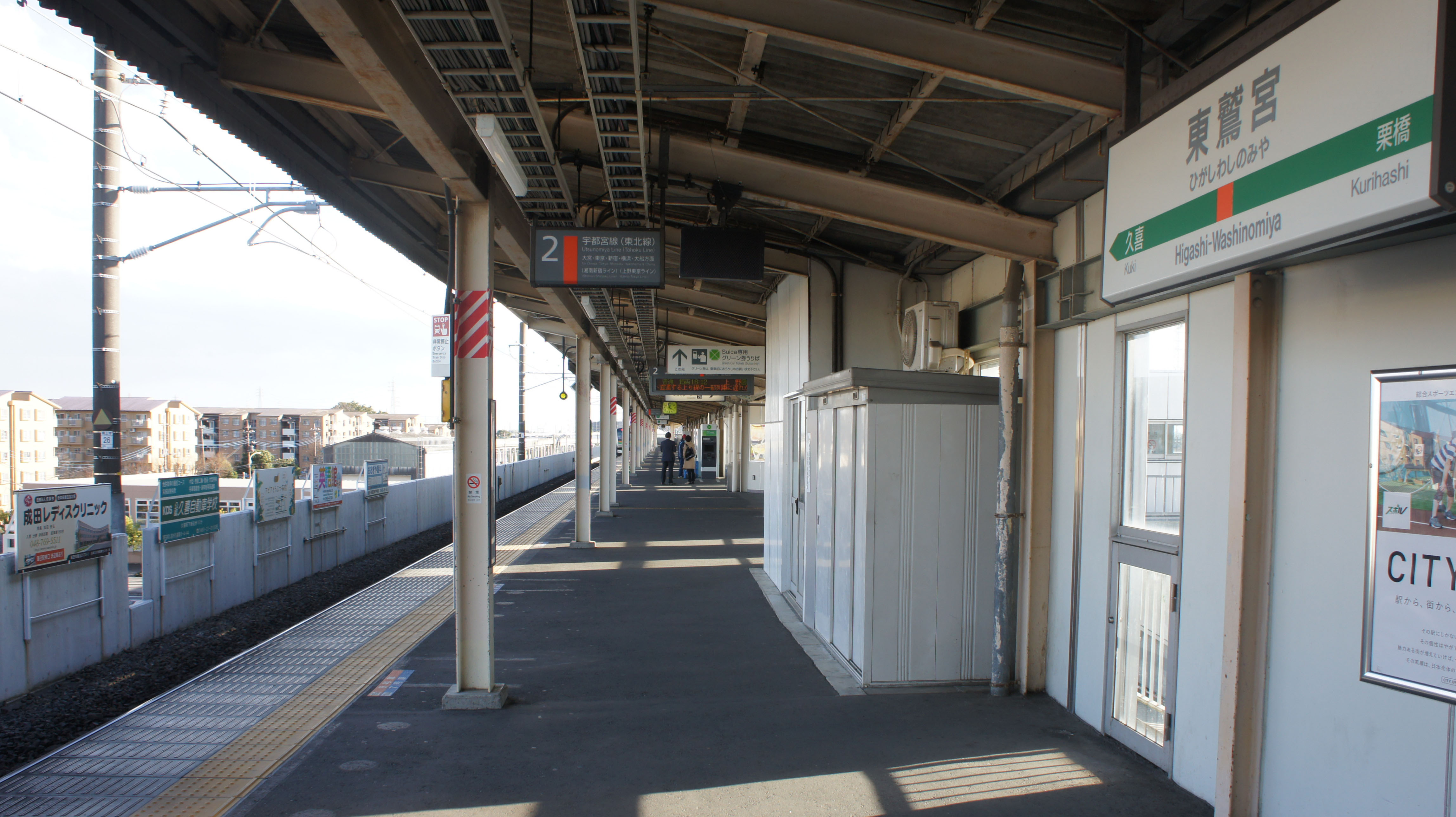
高架月台（2號月台） （2019年3月）

## 使用情況
2019年（令和元年）度1日平均上車人次為9,750人。
近年推移如下表。
| 年度               | 1日平均 上車人次 | 來源     |
| ------------------ | ---------------- | -------- |
| 1990年（平成02年） | 7,589            |          |
| 1991年（平成03年） | 8,389            |          |
| 1992年（平成04年） | 9,200            |          |
| 1993年（平成05年） | 9,882            |          |
| 1994年（平成06年） | 10,628           |          |
| 1995年（平成07年） | 11,078           |          |
| 1996年（平成08年） | 11,647           |          |
| 1997年（平成09年） | 11,628           |          |
| 1998年（平成10年） | 11,508           |          |
| 1999年（平成11年） | 11,606           | [ * 1 ]  |
| 2000年（平成12年） | 11,737           | [ * 2 ]  |
| 2001年（平成13年） | 11,631           | [ * 3 ]  |
| 2002年（平成14年） | 11,374           | [ * 4 ]  |
| 2003年（平成15年） | 11,295           | [ * 5 ]  |
| 2004年（平成16年） | 11,325           | [ * 6 ]  |
| 2005年（平成17年） | 11,398           | [ * 7 ]  |
| 2006年（平成18年） | 11,476           | [ * 8 ]  |
| 2007年（平成19年） | 11,486           | [ * 9 ]  |
| 2008年（平成20年） | 11,497           | [ * 10 ] |
| 2009年（平成21年） | 11,248           | [ * 11 ] |
| 2010年（平成22年） | 11,086           | [ * 12 ] |
| 2011年（平成23年） | 10,844           | [ * 13 ] |
| 2012年（平成24年） | 10,707           | [ * 14 ] |
| 2013年（平成25年） | 10,723           | [ * 15 ] |
| 2014年（平成26年） | 10,280           | [ * 16 ] |
| 2015年（平成27年） | 10,247           | [ * 17 ] |
| 2016年（平成28年） | 10,099           | [ * 18 ] |
| 2017年（平成29年） | 10,034           | [ * 19 ] |
| 2018年（平成30年） | 9,966            | [ * 20 ] |
| 2019年（令和元年） | 9,750            |          |

一日平均上車人次（單位：人/日）

## 相鄰車站
東日本旅客鐵道
■宇都宮線
■通勤快速、■快速「Rabbit」
通過
■普通、■（湘南新宿線）普通
久喜－東鷲宮－栗橋

### 使用情況
1. ↑  埼玉県統計年鑑 （页面存档备份，存于） - 埼玉県
2. ↑  統計くき （页面存档备份，存于） - 久喜市

JR東日本2000年度以後上車人次
1. ↑  各駅の乗車人員（2000年度） （页面存档备份，存于） - JR東日本
2. ↑  各駅の乗車人員（2001年度） （页面存档备份，存于） - JR東日本
3. ↑  各駅の乗車人員（2002年度） （页面存档备份，存于） - JR東日本
4. ↑  各駅の乗車人員（2003年度） （页面存档备份，存于） - JR東日本
5. ↑  各駅の乗車人員（2004年度） （页面存档备份，存于） - JR東日本
6. ↑  各駅の乗車人員（2005年度） （页面存档备份，存于） - JR東日本
7. ↑  各駅の乗車人員（2006年度） （页面存档备份，存于） - JR東日本
8. ↑  各駅の乗車人員（2007年度） （页面存档备份，存于） - JR東日本
9. ↑  各駅の乗車人員（2008年度） （页面存档备份，存于） - JR東日本
10. ↑  各駅の乗車人員（2009年度） （页面存档备份，存于） - JR東日本
11. ↑  各駅の乗車人員（2010年度） （页面存档备份，存于） - JR東日本
12. ↑  各駅の乗車人員（2011年度） （页面存档备份，存于） - JR東日本
13. ↑  各駅の乗車人員（2012年度） （页面存档备份，存于） - JR東日本
14. ↑  各駅の乗車人員（2013年度） （页面存档备份，存于） - JR東日本
15. ↑  各駅の乗車人員（2014年度） （页面存档备份，存于） - JR東日本
16. ↑  各駅の乗車人員（2015年度） （页面存档备份，存于） - JR東日本
17. ↑  各駅の乗車人員（2016年度） （页面存档备份，存于） - JR東日本
18. ↑  各駅の乗車人員（2017年度） （页面存档备份，存于） - JR東日本
19. ↑  各駅の乗車人員（2018年度） （页面存档备份，存于） - JR東日本
20. ↑  各駅の乗車人員（2019年度） （页面存档备份，存于） - JR東日本

埼玉縣統計年鑑
1. ↑  .   [2020-05-15]. （原始内容存档于2020-02-02）.
2. ↑  .   [2020-05-15]. （原始内容存档于2020-02-02）.
3. ↑  .   [2020-05-15]. （原始内容存档于2020-02-02）.
4. ↑  .   [2020-05-15]. （原始内容存档于2020-02-02）.
5. ↑  .   [2020-05-15]. （原始内容存档于2020-02-02）.
6. ↑  .   [2020-05-15]. （原始内容存档于2020-02-02）.
7. ↑  .   [2020-05-15]. （原始内容存档于2020-02-02）.
8. ↑  .   [2020-05-15]. （原始内容存档于2020-02-02）.
9. ↑  .   [2020-05-15]. （原始内容存档于2020-02-02）.
10. ↑  .   [2020-05-15]. （原始内容存档于2020-02-02）.
11. ↑  .   [2020-05-15]. （原始内容存档于2020-02-02）.
12. ↑  .   [2020-05-15]. （原始内容存档于2020-02-02）.
13. ↑  .   [2020-05-15]. （原始内容存档于2020-02-02）.
14. ↑  .   [2020-05-15]. （原始内容存档于2020-02-02）.
15. ↑  .   [2020-05-15]. （原始内容存档于2020-02-02）.
16. ↑  .   [2020-05-15]. （原始内容存档于2020-02-02）.
17. ↑  .   [2020-05-15]. （原始内容存档于2020-02-02）.
18. ↑  .   [2020-05-15]. （原始内容存档于2020-02-02）.
19. ↑  .   [2020-05-15]. （原始内容存档于2020-02-02）.
20. ↑  .   [2020-05-15]. （原始内容存档于2020-03-18）.

## 外部連結
- 車站資訊（東鷲宮）：東日本旅客鐵道

36°5′22.07″N 139°40′45.54″E / 36.0894639°N 139.6793167°E